# Rostuša
Rostuša (Macedonisch: Ростуша) is een dorp in de gemeente Mavrovo en Rostuša in de republiek Noord-Macedonië.

## Geschiedenis
In de middeleeuwen stond het dorp bekend als Radostuša. In 1426 schonken Gjon Kastrioti en zijn drie zonen (waaronder Skanderbeg) het recht op de opbrengst van belastingen die werden geïnd in de dorpen Rostuša en Trebište en uit de kerk van Sint Maria, die zich in een van hen bevond, aan Hilandar. 
Van 1929 tot 1941 maakte Rostuša deel uit van de Vardar Banovina van het Koninkrijk Joegoslavië.

## Bevolking
Rostuša wordt van oudsher bewoond door orthodoxe Macedoniërs en Macedonische moslims, ook wel bekend als Torbeš.
Volgens de volkstelling van 2002 had het dorp in totaal 872 inwoners. De etnische samenstelling was als volgt:
- Macedoniërs 397
- Turken 427
- Albanezen 41
- Bosniërs 2
- Anderen 5